# Wowczok (rejon hajsyński)
Wowczok (ukr. Вовчок, hist. pol. Wołczek) – wieś na Ukrainie, w obwodzie winnickim, w rejonie hajsyńskim, w hromadzie Berszad´. W 2001 liczyła 476 mieszkańców.